# كوين ماركت كاب
كوين ماركت كاب (بالإنجليزية: CoinMarketCap) هي شركة ومنصة لتعقب القيم السوقية للعملات الرقمية، ومقدار الصفقات التي تستخدمها والسعر الحالي محولًا إلى عملات ورقية، تأسست الشركة في 2013. ان مهمة الشركة تتمثل في جعل التشفير قابلا للاكتشاف وفعالاً على مستوى العالم من خلال تقديم معلومات غير متحيزة وعالية الجودة ودقيقة.

## التأسيس
تأسست من قبل براندون تشيز في مايو 2013، وسرعان ما نمت لتصبح المصدر الأكثر ثقة من قبل المستخدمين والمؤسسات ووسائل الإعلام لمقارنة الآلاف من الأصول المشفرة، استحوذت شركة بينانس القابضة (Binance Holdings Limited) عليها في أبريل 2020، لكن لا توجد علاقة ملكية بين بينانس وكوين ماركت كاب، وتعتبر كيان مستقل عن بينانس، لكن لديهما رؤية مشتركة لجعل التشفير متاحاً ومهماً ونظامياً للناس في جميع أنحاء العالم.

## القيمة السوقية

الصورة توضح القيمة السوقية للبيتكوين على كوين ماركت كاب

تعني القيمة السوقية للعملات الرقمية المشفرة ضرب إجمالي جميع العملات المستمدة من التعدين أو التداول في سعر السوق الحالي، وتحدد القيمة السوقية شعبية بعض العملات الرقمية المشفرة، وتعتبر هي المؤشر الاقتصادي الرئيسي، حيث تختلف القيمة السوقية عن سعر العملة، وتمتاز بأنها تقوم بتحديث المعلومات كل خمس دقائق، وتوفر الشركة معلومات حول جميع العملات الرقمية التي يتم تداولها في بورصة عامة واحدة على الأقل ولها حجم تداول يزيد عن الصفر.

## مبدأ العمل
```
على كوين ماركت كاب
[
6
]
]]
```

تعمل الشركة كنوع من نظام التصنيف الذي يعرض قائمة من العملات الرقمية المشفرة تم تصنيفها في ترتيب تنازلي حسب مقدار القيمة السوقية الخاصة بها، توجد حوالي 20320 عملة مشفرة، و499 منصة تداول، تقوم الشركة بإضافة جميع المعلومات حول كل عملة مشفرة مدرجة ضمن قائمتها، وهذه المعلومات تتضمن:
- العقد الذكي
- موقع العملة الرسمي
- مواقع التواصل الاجتماعي للعملة
- حجم التداول
- الورقة التقنية
- سعر العملة
- كمية العملة ومجموع المعروض منها للتداول
- المخطط البياني لزوج التداول
- الاسواق والبورصات المركزية واللامركزية
- البيانات التاريخية
- الأخبار
- التقديرات
- معلومات أخرى عن المشاريع والمؤسسين والشركات المتعاقدة

## أنظر أيضًَا
- تبادل العملات المشفرة
- عملة مشفرة

## روابط خارجية
- الموقع الرسمي